# Stenåsen
Stenåsen est une localité de Suède dans la commune de Kil située dans le comté de Värmland.
Stenåsen est un quartier résidentiel situé juste à l'est du centre de Kil. Depuis 2015, la partie orientale de Stenåsen est considérée comme sa propre zone urbaine par le bureau central de la statistique, appelée Östra Stenåsen. Auparavant, cette partie était incluse dans la zone urbaine de Kil, ainsi que dans la partie centrale de Stenåsen, qui est toujours située dans cette zone urbaine. Sa population était de 489 habitants en 2019.